# Famille Tolstoï
Tolstoï (en russe : Толстой) est une importante famille de la noblesse russe, issue d'un certain Andreï Kharitonovitch Tolstoï (« Le Gros ») qui a servi sous Vassili II de Russie. Les Tolstoï ont laissé un héritage durable en politique, histoire militaire, littérature et dans les beaux arts russes.

## Les Tolstoï dans la politique russe
Selon une fable généalogique plus tardive, Andreï Kharitonovitch Tolstoï serait l'arrière-petit-fils d'un certain Indris, « un homme à l'ascendance remarquable ». Indris serait venu du Saint-Empire romain germanique à Tchernigov, accompagné de ses fils Litvinos et Zimonten  et d'une armée de 3 000 hommes (une variante d'une fable similaire utilisée par les nobles lituaniens du XVIe siècle, rendant hommage aux ancêtres lituaniens des Tolstoï). Il s'agit ici d'une mystification généalogique typique.
La famille acquit d'abord sa notoriété à la fin du XVIIe siècle, du fait de ses relations avec le clan Miloslavski auquel appartenait la première épouse du tsar Alexis. C'est l'okolnitchy Piotr Andreïevitch Tolstoï qui décide de la fortune de la famille en associant son avenir au parti de Pierre le Grand. Il gagne progressivement la confiance de Pierre en servant d'abord comme ambassadeur de la Russie à Constantinople, puis comme chef de la police secrète. Bien que détesté par ses contemporains, il est fait comte pour sa contribution à sécuriser le trône pour Catherine Ire. Plus tard, il se querelle avec le puissant prince Menchikov, est dépouillé de ses titres et exilé aux îles Solovetski. Les titres et propriétés sont restitués à ses petits-enfants trente ans plus tard.
Le plus connu des politiciens Tolstoï du XIXe siècle est le comte Dmitri Andreïevitch Tolstoï (1823-89), successivement Ministre de l'Éducation, Ministre de l'Intérieur et Président de l'Académie des Sciences. Pendant son mandat, il met en place une campagne vigoureuse de russification en Pologne et en Ukraine, principale raison pour laquelle il est resté dans les mémoires.

## Les Tolstoï dans les guerres napoléoniennes

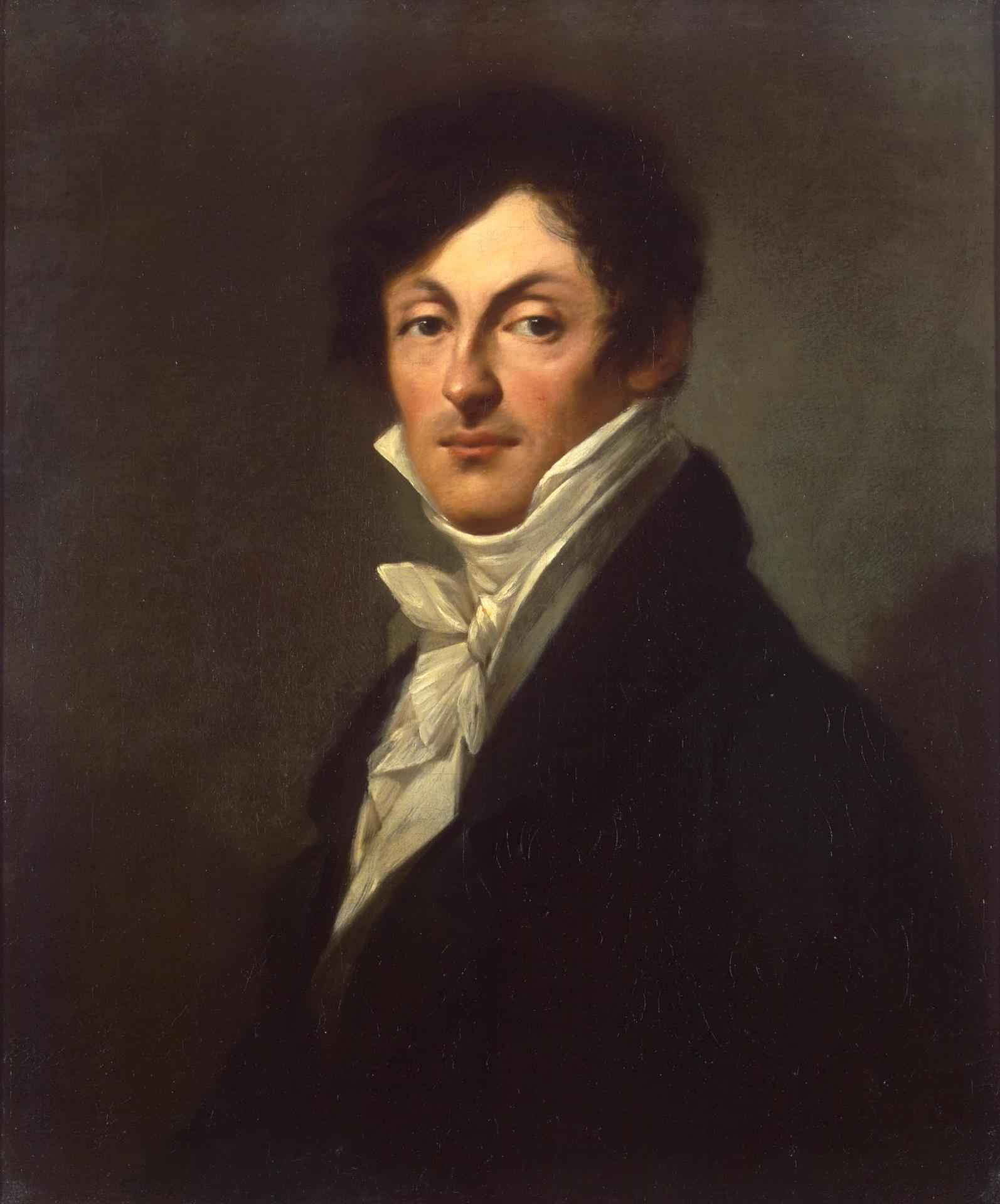
Comte Alexandre Ivanovitch Ostermann-Tolstoï (1770-1857)

Deux membres de la famille sont actifs durant les guerres napoléoniennes. Le comte Pierre Alexandrovitch (1761-1844) sert sous les ordres de Souvorov dans les guerres contre la Pologne et la Turquie, est fait général en 1797, se rend en tant qu'ambassadeur à Paris en 1807 et tente de persuader Alexandre Ier de se préparer à la guerre contre la France, mais sans grand succès. Il sert en tant que gouverneur de Saint-Pétersbourg et de Kronstadt de 1828 jusqu'à sa mort.
Alexandre Ivanovitch Tolstoï (1770–1857), issu d'une branche collatérale de la famille, hérite des titres et propriétés de son oncle sans descendance Ivan Andreïevitch Osterman (1725-1811), dernier de la lignée des Ostermann. Il se distingue d'abord à la bataille de Tcharnova (1807) où son régiment tient pendant 15 heures contre toute l'armée commandée par Napoléon. Un des généraux les plus admirés de la coalition anti-napoléonienne, il est récompensé pour son courage à la bataille de Pułtusk et à la bataille d'Eylau. À Dobre Miasto, il est blessé si grièvement qu'on craint pour sa vie. Durant la grande bataille de la Bérézina, il commande brillamment des positions clefs jusqu'à être victime d'une névrose de combat et être transporté loin du front. Ostermann-Tolstoï est de nouveau blessé durant la bataille de Bautzen (1813) mais n'abandonne pas le commandement de son armée. Son plus grand succès est celui de la bataille de Kulm (30 août 1813), qui lui coûte une amputation du bras gauche. Lorsque la guerre est finie, il se querelle avec l'Empereur, démissionne, et passe le reste de ses jours en Europe.
Le comte Fiodor Ivanovitch Tolstoï, surnommé L'Américain, Фёдор Ива́нович Толсто́й — « Американец » est un aventurier et militaire, oncle de la salonnière Anastasie de Circourt.

## Les Tolstoï dans la haute société
Le comte Fiodor Petrovitch Tolstoï (1783-1873), amicalement mentionné par Alexandre Pouchkine dans Eugène Onéguine, est l'un des dessinateurs et peintres russes les plus à la mode dans les années 1820. Bien qu'il ait réalisé des illustrations raffinées pour le poème Douchenka, de Bogdanovitch, sa réelle vocation est la sculpture sur cire et la conception de médailles. Comme il devient progressivement aveugle, il renonce au dessin et se lance dans l'écriture de ballets et de livrets d'opéra. Il est nommé vice-président de l'Académie des Arts en 1828. Nombre de ses œuvres peuvent être trouvées au Musée Russe, à Saint-Pétersbourg.

## Les Tolstoï dans la littérature russe

### Alexis Konstantinovitch Tolstoï
Le comte Alexis Konstantinovitch Tolstoï (1817-1875) était à la fois un homme de cour et l'un des poètes russes les plus populaires de son temps. Il a écrit des ballades admirables, un roman historique, quelques vers licencieux, ainsi que des satires sous le pseudonyme collectif de Kozma Proutkov. Sa plus grande contribution à la littérature russe est une trilogie de drames historiques inspirés du Boris Godounov de Pouchkine.

### Léon Tolstoï

Léon Tolstoï

Le comte Lev Nikolaïevitch Tolstoï (1828-1910), connu en français sous le nom de Léon Tolstoï, est un très célèbre romancier. Après avoir commencé sa carrière comme militaire, il est amené à écrire des livres alors qu'il sert en Tchétchénie, et son premier roman, Kazaky (Les Cosaques) innove déjà. C'est dans sa propriété familiale de Iasnaïa Poliana près de Toula qu'il écrit deux romans, Guerre et Paix et Anna Karénine. Plus tard, il développe une philosophie chrétienne non-traditionnelle, décrite dans son œuvre Le Royaume des cieux est en vous qui présente quelques similitudes avec le bouddhisme et la philosophie d'African Spir, et qui a inspiré Rainer Maria Rilke ainsi qu'un jeune avocat indien du nom de Mohandas Gandhi.
Des treize enfants de Léon, la plupart ont passé leur vie soit à promouvoir ses enseignements, comme  Maria Tolstaïa, soit à les dénoncer. Sa plus jeune fille et secrétaire, Alexandra Lvovna Tolstaïa (1884-1979), a une vie mouvementée. Bien qu'elle partage avec son père le principe de non-violence, elle ressent comme un devoir de s'engager lors des événements de la Première Guerre mondiale. Elle est récompensée pour son courage par trois médailles de Saint-Georges et le rang de colonel. Les bolcheviks l'emprisonnent en 1920, mais elle est nommée conservateur du musée Tolstoï à Iasnaïa Poliana l'année suivante. Elle quitte la Russie en 1929 et s'installe aux États-Unis, où elle crée la fondation Tolstoï. Elle aide de nombreux intellectuels russes (notamment Vladimir Nabokov et Sergueï Rachmaninov) à échapper aux persécutions nazies et à s'établir en Amérique.

### Alexis Nikolaïevitch Tolstoï
Le comte Alexis Nikolaïevitch Tolstoï (1883-1945) appartient à une branche différente de la famille. Ses premières nouvelles, publiées dans les années 1910, sont férocement épinglées par la critique pour cause de naturalisme excessif et érotisme éhonté. Après la Révolution, il émigre brièvement vers l'Allemagne, mais il change alors de point de vue politique et retourne vers l'Union des républiques socialistes soviétiques. Ses romans de science fiction Aelita (1923), à propos d'un voyage vers Mars, et Le Rayon de la mort de l'ingénieur Garine (1927) sont des classiques de la littérature pour la jeunesse en Russie. Dans ses dernières années, il publie deux longs romans sur des sujets historiques, Pierre le Grand (1929-45) et Le Chemin du calvaire (1922-41). En tant que fervent partisan de Staline, il se fait connaître sous les surnoms de "Comte rouge" ou "Comte camarade" et son œuvre est reconnue comme un classique de la littérature soviétique. Sa notoriété décline avec celle du réalisme socialiste en général.
Sa petite-fille Tatiana Nikititchna Tolstoï écrit des nouvelles. Nikolaï Dmitrievitch Tolstoï-Miloslavski (né en 1935), est un historien britannique membre de l'UKIP.

## Membres de la famille Tolstoï
- Selivestre Ivanovitch Tolstoï (? -1612), officier
- Grigori Ivanovitch Tolstoï (? –1636), officier
- Vassili Ivanovitch Tolstoï (? –1649), officier
- Andreï Vassilievitch Tolstoï (? –1690), officier
- Ivan Andreïevitch Tolstoï (1644 –1713), gouverneur d'Azov
- Piotr Andreïevitch Tolstoï (1645–1729), homme d'État
- Matveï Andreïevitch Tolstoï (? –1763), général-en-chef
- Alexandre Vassilievitch Tolstoï (1738-1815), gouverneur de Simbirsk
- Ivan Matveïevitch Tolstoï (1746–1808), général-podporoutchik
- Dmitri Alexandrovitch Tolstoï (1754–1832), gouverneur de Moguilev
- Fiodor Andreïevitch Tolstoï (1758–1849), bibliophile et collectionneur
- Nikolaï Ivanovitch Tolstoï (1758-1818), major-général, au cours des Guerres napoléoniennes, il fut l'un des commandants de l'Armée impériale de Russie
- Nikolaï Alexandrovitch Tolstoï (1761–1816), grand maître de cérémonies de la cour
- Fiodor Ivanovitch Tolstoï (1782-1846), aventurier et militaire
- Piotr Alexandrovitch Tolstoï (1769–1844), commandeur militaire et diplomate
- Alexandre Ivanovitch Ostermann-Tolstoï (1770–1857), général d'infanterie
- Matveï Fiodorovitch Tolstoï  (29 mars 1772, 20 novembre 1815 Polovtsov), sénateur marié à Praskovya Kutuzova d'où
  - Pavel Matveïevitch Golenichtchev-Koutouzov-Tolstoï (2 décembre  1800 - 11 Mars 1883), petit-fils, héritier de Mikhaïl Illarionovitch Golenichtchev-Koutouzov
  - Nikolaï Matveïevitch Tolstoï (8 mai 1802 Saint Petersbourg - 25 décembre 1879), général d'infanterie, arrière-grand-père d'Anna Vyroubova
  - Ivan Matveïevitch Tolstoï (29 mars 1806 Saint Petersbourg - 21 Sep 1867),diplomate, grand maître de cérémonies de cour et ministre du service des postes
- Fiodor Petrovitch Tolstoï (1783–1873), artiste
- Iegor Petrovitch Tolstoï (1802–1874), lieutenant-général, gouverneur de Taganrog et Kalouga, sénateur
- Feofil Matveïevitch Tolstoï (1809–1881), critique musical et compositeur
- Mikhaïl Vladimirovitch Tolstoï (1812–1896), écrivain
- Alexis Konstantinovitch Tolstoï (1817–1885), poète
- Dmitri Andreïevitch Tolstoï (1823–1889), homme d'État
- Iouri Vassilievitch Tolstoï (1824–1878), homme d'État et historien
- Léon Tolstoï (1828–1910), écrivain et philosophe
- Maria Nikolaïevna Tolstoï (1830-1912), sœur du précédent, moniale orthodoxe
- Alexandre Petrovitch Tolstoï (1863-?), membre du Conseil d'État
- Léon Lvovitch Tolstoï (1871–1945), sculpteur
- Maria Lvovna Tolstaïa (1871-1906), enseignante
- Ivan Ivanovitch Tolstoï (1880–1954), philologue et académicien petit-fils de Ivan Matveïevitch Tolstoï
- Alexis Nikolaïevitch Tolstoï (1883–1945), écrivain
- Alexandra Lvovna Tolstaïa (1884–1979), philanthrope
- Ilia Tolstoï (1903-1970), géographe
- Serge Mikhaïlovitch Tolstoï (14 septembre 1911–12 janvier 1996), médecin et historien
- Lidia Borissovna Tolsoï (Libedinskaïa) (1921-2006), écrivain pour la jeunesse
- Olga Mstislav´na Tolstoï née en 1942,fille de son père Mstislav Nikolaievitch  Tolstoï  et de sa mère Marie Vladimirovna Tolstoï et petite, petite nièce de Léon Tolstoï.
- Nikita Ilitch Tolstoï (1923–1996), philologue
- Nikolaï Tolstoï (23 juin 1935), historien
- Tatiana Nikititchna Tolstoï (3 mai 1951, Leningrad), écrivain russe, nouvelliste
- Tatiana Olegovna Tolstoï (7 mai 1951–11 mars 1998), journaliste et femme de lettres française (De l'élégance masculine, Acropole, 1987, 1998 et 2001) Entretien avec Tatiana Tolstoï, archives de l'INA
- Piotr Olegovitch Tolstoï (1969), journaliste et homme politique
- Anna Nikitichina Tolstoï (27 février 1971, Moscou) rédactrice auprès de la télévision russe - surnommée « Fiokla »